# Lembák
A lemba törzs tagjai Zimbabwe középső és a Dél-afrikai Köztársaság északi részén élnek. Lélekszámuk 70 - 80 000 főre tehető. A törzset a szájhagyomány szerint hét zsidó származású ember alapította, akik megközelítőleg 2500 évvel ezelőtt költöztek el az ókori Izrael területéről. Jemenen keresztül jutottak el mai lakhelyükre. A törzs zsidósággal való rokonságát DNS-vizsgálattal bizonyították be.

## Történetük, identitásuk és zsidó származásuk igazolása
A lemba törzset a szájhagyomány szerint hét zsidó származású ember alapította, akik megközelítőleg 2500 évvel ezelőtt - a második templom pusztulását megelőzően - költöztek el az ókori Izrael területéről. Jemenen keresztül jutottak el mai lakhelyükre, amely Zimbabwe középső és a Dél-afrikai Köztársaság északi részén található. A szájhagyománynak köszönhetően sikerült megőrizniük identitásukat és bár jelentős azoknak a száma, akik áttértek a keresztény és iszlám hitre, büszkén vállalják zsidó származásukat és hagyományaikat. Kántoruk, Fungisai Zvakavapano-Mashavave kijelentette, hogy szeretnének az ismeretlenségből kilépni és azt, hogy a világ tudomást szerezzen róluk.
Büszke vagyok a gazdag kultúránkra és arra, hogy a lemba törzshöz tartozom. (Fungisai Zvakavapano-Mashavave)
A Londoni Egyetem professzora, Tudor Parfitt az 1990-es évek elején figyelt fel arra, hogy a törzs tagjai zsidó szokásokat gyakorolnak. Erről így nyilatkozott:
Ez csodálatos volt.[...] A zsidó papság a kohaniták révén nemcsak nyugaton, de a lembák révén Afrikában is folytatódott.
Parfitt ezt követően közel két évtizeden keresztül kutatta a történetüket és fél évet töltött a törzs társaságában. Származásuk igazolására brit tudósok DNS-vizsgálatot végeztek és sikeresen bebizonyították, hogy törzs tagjai valóban zsidó eredetűek.

## Vallási életük, hagyományaik
Bár sokan áttértek a kereszténységre és az iszlám hitre a többség ma is a zsidó vallást követi. Sokan kipát viselnek, imádságaikban pedig egy jemeni és héber eredetű szavakban gazdag nyelvet használnak és a homlokukon Dávid csillag látható. Megőrizték a zsidó szokásokat is, például a briszt (vallási okokból történő körülmetélés), a kóser vágást és disznóhús fogyasztásának tilalmát. Ezeket a hagyományokat a törzs kikeresztelkedett tagjai is követik.